# 五所川原西バイパス
五所川原西バイパス（ごしょがわらにしバイパス）は、青森県五所川原市の五所川原北ICからつがる市のつがる柏ICに至る全長 約3.8 kmの自動車専用道路で、国道101号のバイパスである。
津軽自動車道の一部を構成し、五所川原市街地を迂回する環状道路という機能を併せ持つ。

## 概要
津軽自動車道・五所川原北ICに連結し、終点のつがる柏ICまで至る、五所川原市街地を迂回するバイパス機能を持った延長 3.8 kmの自動車専用道路である。整備区間には岩木川があり、川の両側には自然堤防が形成され、堤防上に道路（青森県道43号五所川原車力線、青森県道151号蒔田五所川原線）があるため、これらをまたぐかなり大きな橋梁が必要となる。事業計画書では、この「奥津軽大橋（仮称時は岩木川橋）」は橋長325 mの予定であったが、橋梁付近の地盤が軟弱で液状化現象や圧密沈下を生じる可能性があるため、橋長が496 mに変更された。ほかにも旧十川に架かる「望橋（仮称時は柳川橋）」やJR五能線を跨ぐ「つがるこ線橋（仮称時は小曲跨線橋）」が、いずれも再検討の結果、橋長は100 mから98 m、64 mから139 mに変更されている。当道整備に際して、2005年（平成17年）に沿道地域住民との景観ワークショップが開催され、周辺の田園風景や岩木山の眺望を妨げない形での整備が決定されている。
当道が整備される背景となった五所川原市街地の交通状況であるが、市内を通過する国道101号の交差点での慢性的な渋滞が見られる。特に、国道339号バイパスとの交差点である姥萢交差点、また国道101号が直角に曲がる交差点である通称「直角曲り」の2点が混雑する傾向にある。これに加えて市街地周辺の商業地区の存在が影響した交通渋滞も見られる。五所川原市には、イトーヨーカドー 五所川原店をキーテナントとした「エルムの街」、ユニバース 五所川原東店をキーテナントとした「アクロスプラザ」、つがる市柏にはイオン つがる柏店をキーテナントとした「イオンモールつがる柏」があり、これらが一大商業圏を形成している。また、これらがすべて青森県道156号福山五所川原線をはじめとする同一の道路沿線にある。
エルムの街からイオンモールつがる柏方面に青森県道156号福山五所川原線を利用して向かう途中にJR五能線の田町踏切があり、踏切から100 mほどで国道339号との交差点、さらに100 mほどで国道101号との交差点である田町交差点が連続しているため、休日や祝日にはこの道路においてかなり大規模な渋滞が見られる。さらに五所川原市とつがる市の市境には岩木川が流れており、市街地周辺で川に架かる橋は乾橋と五所川原大橋、市街地北部の市道の3か所しかないため、交通が集中する。これらが市街地の慢性的かつ大規模な交通渋滞を引き起こしている。
国土交通省東北地方整備局 青森河川国道事務所の試算によると、当道路が整備されれば田町交差点の渋滞長が900 m（平成14年当時）から350 m、通過時間が10分（平成14年当時）から3分になると予想される。
当道路の開通によって、前述の五所川原市街地の交通混雑緩和、交通事故の減少、3次救急医療機関である青森県立中央病院へのアクセス向上、物流促進が見込まれる。青森県立中央病院へのアクセスに関しては、当道路の整備により病院から60分圏域につがる市と西津軽郡鰺ヶ沢町が新たに加わり、西北五地区の60分圏域カバー人口はおよそ30,000人増加する。これらの効果に加えて8月の五所川原立佞武多まつり期間中は市街地の交通が規制されるため、その際の迂回路としての機能も併せ持つ。

### 路線データ
- 起点 : 青森県五所川原市大字太刀打
- 終点 : 青森県つがる市柏稲盛岡本
- 全長 : 3.8 km
- 規格 : 第1種第3級
- 道路幅員 : 12.0 m
- 車線数 : 2車線
- 設計速度 : 80 km/h
- 事業費 : 約138億円

## 沿革
- 2004年度（平成16年度） - 事業化。
- 2005年度（平成17年度） - 景観ワークショップ開催。
- 2006年度（平成18年度） - 用地着手。
- 2007年度（平成19年度） - 工事着手。
- 2014年（平成26年）11月3日 - 開通[3][4]。

## 主な接続道路
- 国道339号（五所川原北バイパス）
- 国道101号